# Ancylolomia prepiella
Ancylolomia prepiella là một loài bướm đêm trong họ Crambidae.